# Хлань Олександр Володимирович
Хлань Олександр Володимирович (нар. 22 вересня 1965, м. Снігурівка, Миколаївська область) — український топменеджер, генеральний директор ДП «Завод ім. В. О. Малишева»(2016—2019).

## Освіта
1982—1989 Севастопольський приладобудівний інститут. Факультет: Радіотехніка. Спеціальність: Радіотехніка. Кваліфікація: Радіоінженер
2003—2004 Київська Державна Академія Водного Транспорту. Спеціальність: судноводіння. Кваліфікація: спеціаліст-судноводій
2012—2014 Національний Університет суднобудування ім. АдміралаМакарова, Інститут Післядипломної освіти, м.Миколаїв. Спеціальність: менеджмент організацій. Кваліфікація: менеджер-економіст
2017 Програма управлінського розвитку, Спеціальність: Управління підприємством                      

## Кар'єра
З 1989 — працював інженером-електронщиком, електрослюсарем та інженером-налагодником на підприємствах Миколаєва.
1994—2011 роках має досвід роботи у світових компаніях, в якости суперінтенданта та технічного супервайзера, керівникока проєктів та відділів, в таких країнах, як Німеччина, Південна Корея, Індія, Китай. Після повернення в Україну у 2011 займає посаду директора на ТОВ Вознесенський консервний завод.
У 2015 радник генерального директора Апарату генерального директора у Державному Концерні «Укроборонпром» та головний спеціаліст виробничого галузевого управління Департаменту виробництва Державному Концерні «Укроборонпром».
2015 ДП «Завод імені В. О. Малишева», заступник генерального директора
2016—2019 ДП «Завод ім. В. О. Малишева», генеральний директор

### Робота на посаді генерального директора  ДП «Завод ім. В.О.Малишева»
Під керівництвом генерального директора Хлань Олександра Володимировича був успішно виконаний багатомільйоне замовлення для Таїланду. Заробітння платня працівникам заводу була підвищенна багатозарово., А також була покращена якість праці: новий спецодяг, оздоровлення дітей в дитячих таборах, відремонтовано обладнання і поліпшені робочі місця тощо
Державний концерн «Укроборонпром» не продовжив контракт з О. В. Хланем незважаючи на зростаючі показники, звернення працівників підприємства до президента України та багатотисячний митинг працівників заводу на захист О. В. Хланя у якости генерального директора.,

## Особисте життя
Одружений, має доньку. У вільний час займається спортом.

## Нагороди
- Почесна відзнака ДК «Укроборонпром»
- Грамота Харківської обласної ради,
- Почесна грамота виконкому міської ради Харківської області,
- Нагрудний знак «Знак пошани» Міністерства оборони України,
- Медаль «За сприяння Збройним силам України» Міністерства оборони України